# Thomas Fellner (Historiker)
Thomas Fellner (* 17. April 1852 in Schwanenstadt, Oberösterreich; † 22. April 1904 in Wien) war ein österreichischer Archivar, Historiker und Hochschullehrer.

## Leben und Wirken
Thomas Fellner studierte Klassische Philologie an den Universitäten Wien, Berlin und Bonn und promovierte 1877 bei Max Büdinger an der Universität Wien. In den Jahren von 1877 bis 1879 war er als Mittelschullehrer tätig. Im Jahre 1879 wurde er Archivar des Ministeriums des Innern in Wien und 1883 Vorstand dieses Archivs; nebenamtlich betreute er auch die Bibliothek des Unterrichtsministeriums. Seit 1880 lehrte er als Privatdozent Alte Geschichte an der Universität Wien.

## Schriften
- Forschung und Darstellungsweise des Thukydides. Gezeigt an einer Kritik des achten Buches (= Untersuchungen aus der alten Geschichte, Bd. 2). Konegen, Wien 1880 (Digitalisat) (Dissertation Universität Wien).
- Zur Chronologie und Pragmatik des Hermokopidenprocesses. In: Wiener Studien, Bd. 1 (1879), S. 169–182.
- Zur Geschichte der attischen Finanzverwaltung im fünften und vierten Jahrhundert. In: Sitzungsberichte / Akademie der Wissenschaften in Wien, Philosophisch-historische Klasse, Bd. 95, 18 (1879), S. 383–444.
- Zu Xenophons Hellenika. In: Historische Untersuchungen. Arnold Schaefer zum fünfundzwanzigjährigen Jubiläum seiner akademischen Wirksamkeit. Strauss, Bonn 1882, S. 48–69.
- Die Österreichische Zentralverwaltung. Abt. 1, Bd. 1: Geschichtliche Übersicht, Bd. 2: Aktenstücke 1491–1681, Bd. 3: Aktenstücke 1683–1749 (= Veröffentlichungen der Kommission für Neuere Geschichte Österreichs, Bd. 5, 6, 7). Holzhausen, Wien 1907 (Reprint 1970).